# Halmstads och Tönnersjö häraders tingshus

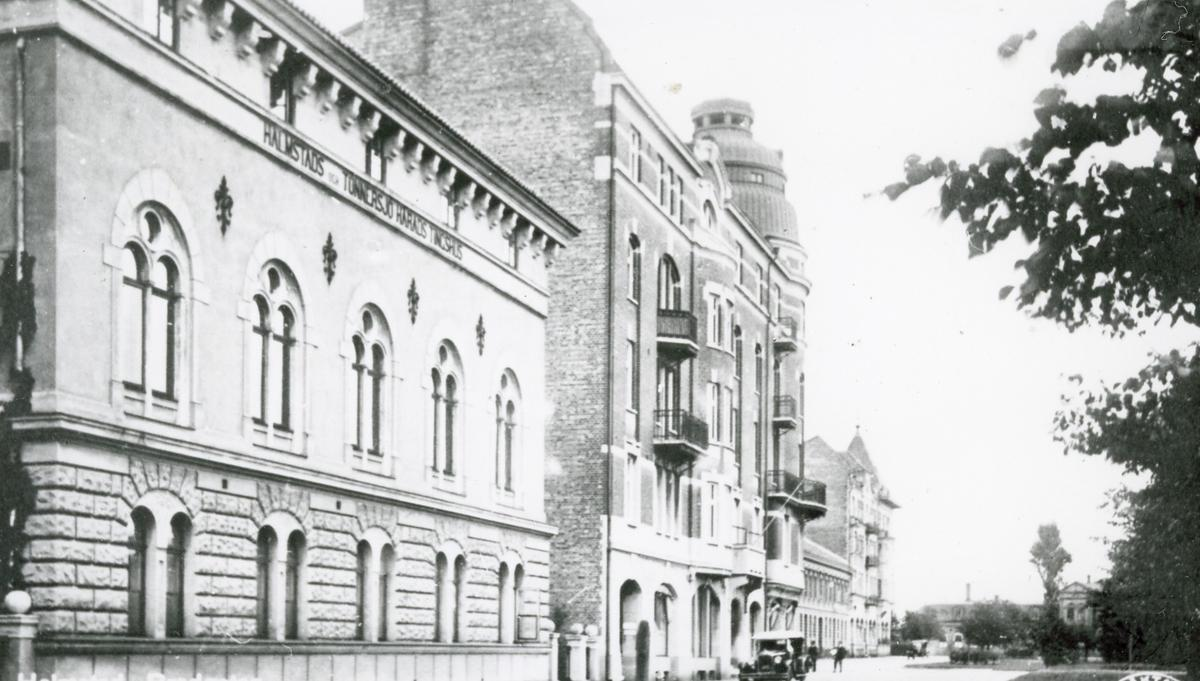
Halmstad och Tönnersjö härads tingshus, 1920

Halmstads och Tönnersjö häraders tingshus är ett tidigare tingshus på Bredgatan i Östra förstaden i Halmstad. Det blev klart 1891.
Tingshuset är byggt i två och en halv våningar. Rusticeringen, som får huset att påminna om ett florentinskt renässanspalats, tillkom efter en ombyggnad och renovering 1912. Över andra våningen finns på fasaden en gesims med texten "Halmstads och Tönnersjö häraders tingshus". 
Tingssalen ligger på andra våningen och löper tvärs igenom byggnadens bredd. Den kallas idag "Körlingsalen" och används för kammarkonserter och repetitioner för "Musik i Halland".  
Tingshuset användes fram till 1978, då det ersattes av Halmstads tingsrätts byggnad vid Södra vägen och Dragvägen på Söder.